# Zenodorus niger
Zenodorus niger es una especie de araña saltarina del género Zenodorus, familia Salticidae. Fue descrita científicamente por Karsch en 1878.
Habita en Australia (Nueva Gales del Sur).